# N83 (Frankrijk)
De N83 of Route nationale 83 is een nationale weg in Frankrijk. Het oorspronkelijke traject liep van Lyon via Bourg-en-Bresse en Besançon naar Straatsburg. Verschillende wegvakken zijn hernummerd als onderdeel van declassificatie van het oorspronkelijke traject omdat het belang als route nationale afnam door alternatieve autosnelwegverbindingen.
Tussen afrit 19 en 23 van de A35, ten noorden van Colmar, wordt over een lengte van 10 km de N83 als wegnummer gebruikt.

## Declassificaties

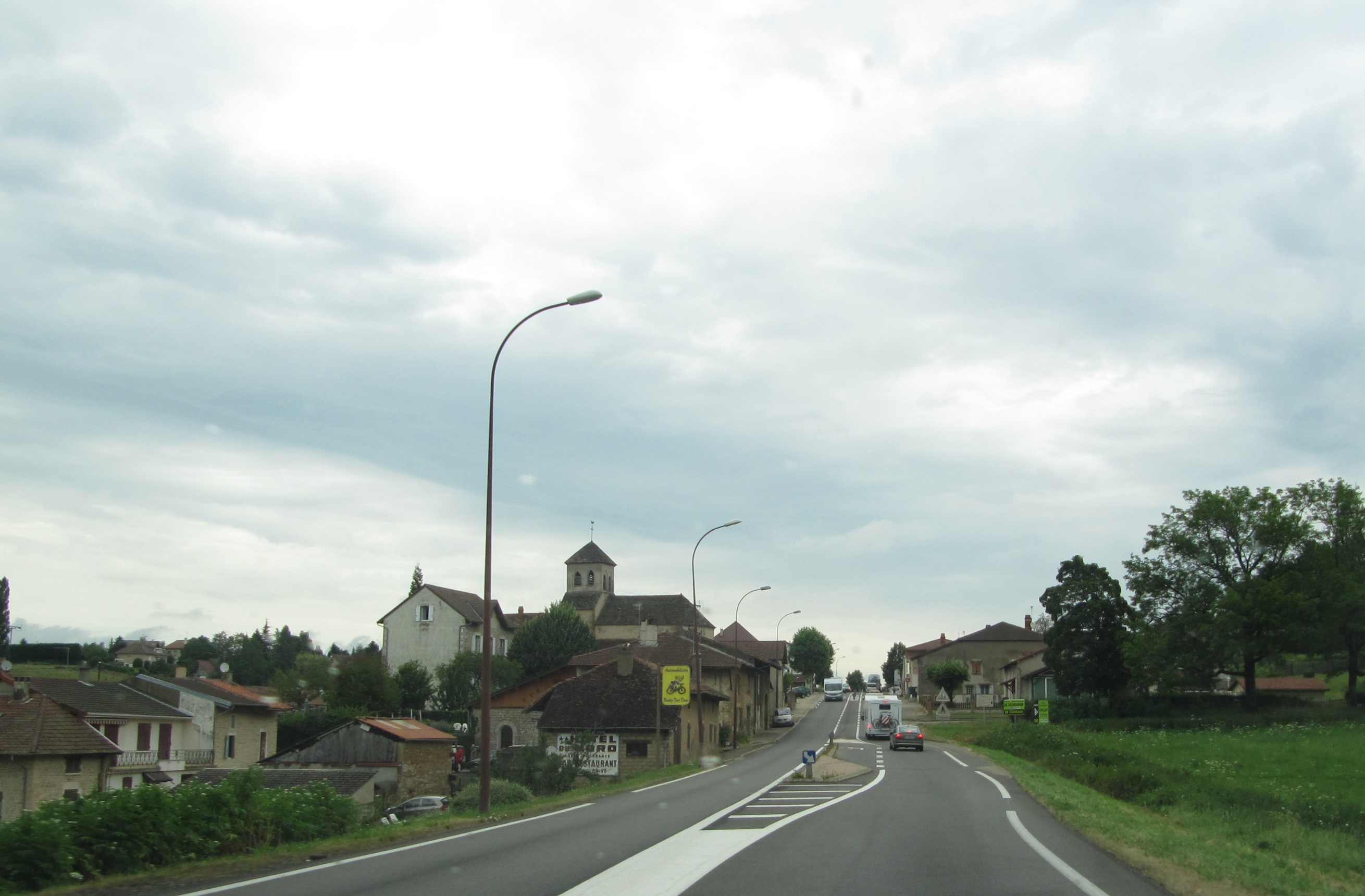
D1083 in Joudes (Saône-et-Loire)

- D1083 (Illkirch-Graffenstaden - Haut-Rhin)
- D83 (Bas-Rhin - A35 Colmar - A36
- D483 (Burnhaupt - Territoire de Belfort)
- D1083 (Haut-Rhin - Haute-Saône)
- D683 (Territoire de Belfort - Doubs)
- D683 (Haute-Saône - Besançon)
- D1083 (A391 - Ain)
- D1083 (Jura - Rhône)
- D483 (Ain - Lyon)

N1 · N2 · N3 · N4 · N5 · N6 · N7 · N9 · N10 · N11 · N12 · N13 · N14 · N15 · N17 · N19 · N19J · N20 · N21 · N22 · N24 · N25 · N27 · N28 · N31 · N33 · N34 · N36 · N37 · N41 · N42 · N43 · N44 · N47 · N49 · N51 · N52 · N57 · N58 · N59 · N61 · N61A · N65 · N66 · N67 · N70 · N77 · N79 · N80 · N82 · N83 · N85 · N86 · N87 · N88 · N89 · N90 · N94 · N98 · N100 · N102 · N104 · N105 · N106 · N109 · N112 · N113 · N116 · N118 · N118A · N118B · N122 · N123 · N124 · N125 · N126 · N129 · N134 · N135 · N136 · N137 · N138 · N141 · N142 · N145 · N147 · N149 · N150 · N151 · N154 · N157 · N158 · N159 · N162 · N164 · N165 · N166 · N171 · N174 · N175 · N176 · N182 · N184 · N186 · N186A · N186B · N188 · N191 · N192 · N201 · N202 · N205 · N209 · N216 · N221 · N224 · N225 · N227 · N230 · N237 · N244 · N248 · N249 · N250 · N254 · N265 · N274 · N282 · N296 · N301 · N303 · N306 · N314 · N315 · N316 · N320 · N324 · N330 · N337 · N338 · N346 · N353 · N356 · N363 · N385 · N388 · N401 · N406 · N410 · N416 · N425 · N431 · N440 · N441 · N444 · N446 · N449 · N481 · N486 · N488 · N489 · N520 · N524 · N532 · N537 · N542 · N543 · N568 · N569 · N572 · N580 · N814 · N844 · N1007 · N1012 · N1013 · N1014 · N1019 · N1021 · N1029 · N1031 · N1043 · N1050 · N1075 · N1083 · N1104 · N1113 · N1134 · N1135 · N1141 · N1154 · N1338 · N1547 · N1569 · N2028 · N2043 · N2057 · N2162 · N2249